# Nécropole de la Pointe
La nécropole de la Pointe est un groupe de deux tumuli situé à La Laigne, dans le département de la Charente-Maritime en France.

## Tumulus A
Le tumulus fut découvert en 1981. Il mesure 30 m de long sur 10 m de large et 0,85 m de haut, l'extrémité est étant plus haute que celle de l'ouest. Il est orienté nord-ouest/sud-est. Il comporte à son extrémité nord-ouest une fosse de 7 m de long sur 4 m de large et 0,60 m de profondeur qui résulte peut-être d'une ancienne fouille d'une partie du tumulus désormais détruite. On ne remarque aucune trace de carrière à proximité.

## Tumulus B
Ce tumulus est également orienté nord-ouest/sud-est. Il mesure 17 m de long sur 11 m de large et environ 2 m de haut. La tranchée orientée nord-est/sud-ouest qui le traverse de part en part est le vestige d'une fouille sauvage opérée au début du XXe siècle. De grosses pierres étaient encore visibles dans les années 1980 à l'extrémité sud-ouest de la tranchée. Les déblais de cette fouille, rejetés sur le reste du tumulus, en ont probablement modifié l'aspect d'origine.

## Folklore
Selon une légende, le tumulus B correspondrait aux « Portes de Fer », c'est-à-dire l'entrée ou la sortie d'un souterrain qui aurait permis à Bertrand du Guesclin de s'emparer ou de s’échapper, selon les versions, du château de Benon.